# Rodney Antwi
Rodney Antwi (Amsterdam, 3 november 1995) is een Nederlands voetballer van Ghanese afkomst die bij voorkeur als aanvaller speelt.

## Clubcarrière

### FC Utrecht
Antwi begon met voetballen bij amateurclub De Volewijckers en zat een jaar in de jeugd van AFC Ajax alvorens hij de overstap maakte naar de jeugdopleiding van FC Utrecht. Op 17 augustus 2014 maakte Antwi zijn debuut in het eerste elftal van FC Utrecht door in de 69e minuut in te vallen voor Nacer Barazite in de thuiswedstrijd tegen Willem II (2 – 1). Antwi kwam dat seizoen tot vier optredens in de Eredivisie, waarvan drie invalbeurten. Op 24 augustus 2014 maakte de aanvaller in de met 1-2 gewonnen uitwedstrijd tegen Feyenoord zijn eerste doelpunt voor FC Utrecht.
In het seizoen 2015/16 kwam Antwi onder de nieuwe trainer Erik ten Hag niet tot speelminuten in het eerste elftal. Wel werd hij met Jong FC Utrecht kampioen van de Beloften Eredivisie, dat zodoende naar de Eerste divisie promoveerde. Op 5 augustus 2016 speelde Antwi mee met de eerste wedstrijd van Jong FC Utrecht in de eerste divisie, tegen NAC Breda. Hij scoorde in deze wedstrijd het eerste doelpunt in het betaalde voetbal voor het jeugdteam, dat ondanks dit doelpunt met 4-1 verloor.

### FC Volendam
Op 31 januari 2017 tekende Antwi voor anderhalf jaar bij FC Volendam, dat een optie op nog een seizoen in het contract opnam. Hij werd gehaald als opvolger van de naar Roda JC vertrokken buitenspeler Gyliano van Velzen. In zijn eerste halfjaar bleef het voornamelijk bij invalbeurten voor de aanvaller. Het volgende seizoen (2017/18) groeide Antwi uit tot een vaste waarde in het elftal van trainer Misha Salden. De optie op een extra jaar in zijn contract werd aan het einde van het seizoen gelicht. In maart 2019 kreeg Antwi te horen dat zijn aflopende contract niet verlengt zou worden.

### Bulgarije en Egypte
Antwi maakte in juli 2019 transfervrij de overstap naar het Bulgaarse FK Tsarsko Selo Sofia, dat het voorgaande seizoen promoveerde naar de Parva Liga. In januari 2020 werd hij verhuurd aan Wadi Degla in Egypte. Die club nam hem medio 2020 over.

### Oekraïne
In januari 2022 ging Antwi naar het Oekraïense FK Inhoelets Petrove. Een maand later, nog voor aanvang van de competitie, moest hij samen met zijn teamgenoot Hennos Asmelash het land uitvluchten vanwege de Russische invasie van Oekraïne. Op 22 maart 2022 vond hij tot 30 juni onderdak bij het Noorse FK Jerv.

### Terugkeer naar Bulgarije
Op 19 september 2022 keerde hij terug naar Bulgarije, maar ging dit keer aan de slag bij Spartak Varna. Antwi eindigde het seizoen 2022/23 van de Parva Liga met Spartak Varna als hekkensluiter, waarna hij de club verliet.

### Hibernians FC
Antwi sloot in september 2023 aan bij het Maltese Hibernians FC.

### Carrièrestatistieken
| Seizoen                    | Club            | Land            | Competitie             | Competitie | Competitie | Beker | Beker | Internationaal | Internationaal | Overig | Overig | Totaal | Totaal |
| Seizoen                    | Club            | Land            | Competitie             | Wed.       | Dlp.       | Wed.  | Dlp.  | Wed.           | Dlp.           | Wed.   | Dlp.   | Wed.   | Dlp.   |
| -------------------------- | --------------- | --------------- | ---------------------- | ---------- | ---------- | ----- | ----- | -------------- | -------------- | ------ | ------ | ------ | ------ |
| 2014/15                    | FC Utrecht      | Nederland       | Eredivisie             | 4          | 1          | 1     | 0     | 0              | 0              | 0      | 0      | 5      | 1      |
| 2015/16                    | FC Utrecht      | Nederland       | Eredivisie             | 0          | 0          | 0     | 0     | 0              | 0              | 0      | 0      | 0      | 0      |
| 2016/17                    | FC Utrecht      | Nederland       | Eredivisie             | 0          | 0          | 0     | 0     | 0              | 0              | 0      | 0      | 0      | 0      |
| 2016/17                    | Jong FC Utrecht | Nederland       | Eerste divisie         | 14         | 1          | –     | –     | –              | –              | –      | –      | 14     | 1      |
| 2016/17                    | FC Volendam     | Nederland       | Eerste divisie         | 5          | 0          | 0     | 0     | 0              | 0              | 2      | 0      | 7      | 0      |
| 2017/18                    | FC Volendam     | Nederland       | Eerste divisie         | 28         | 6          | 1     | 0     | 0              | 0              | 0      | 0      | 29     | 6      |
| 2018/19                    | FC Volendam     | Nederland       | Eerste divisie         | 28         | 3          | 1     | 0     | 0              | 0              | 0      | 0      | 29     | 3      |
| 2019/20                    | Tsarsko Selo    | Bulgarije       | Parva Liga             | 20         | 9          | 1     | 0     | 0              | 0              | 0      | 0      | 21     | 9      |
| 2019/20                    | → Wadi Degla    | Egypte          | Premier League         | 2          | 0          | 1     | 0     | 0              | 0              | 0      | 0      | 3      | 0      |
| 2020/21                    | Wadi Degla      | Egypte          | Premier League         | 13         | 0          | 1     | 1     | 0              | 0              | 0      | 0      | 14     | 1      |
| 2022                       | FK Jerv         | Noorwegen       | Eliteserien            | 8          | 0          | 1     | 0     | 0              | 0              | 0      | 0      | 9      | 0      |
| 2022/23                    | Spartak Varna   | Bulgarije       | Parva Liga             | 16         | 1          | 3     | 1     | 0              | 0              | 0      | 0      | 19     | 2      |
| 2023/24                    | Hibernians FC   | Malta           | Premier League (Malta) | 24         | 3          | 1     | 0     | 0              | 0              | 0      | 0      | 25     | 3      |
| 2024/25                    | FK Novi Pazar   | Servië          | Superliga              | 30         | 8          | 3     | 0     | 0              | 0              | 0      | 0      | 33     | 8      |
| Carrière totaal            | Carrière totaal | Carrière totaal | Carrière totaal        | 192        | 32         | 14    | 2     | 0              | 0              | 2      | 0      | 208    | 34     |
| Bijgewerkt tot 1 juli 2025 |                 |                 |                        |            |            |       |       |                |                |        |        |        |        |